# Wisch (Pays-Bas)
Pour les articles homonymes, voir Wisch.
Wisch est une ancienne commune néerlandaise, de la province du Gueldre.
La commune de Wisch était située dans la région de l'Achterhoek. Son chef-lieu était Terborg. À sa suppression en 2005, Wisch avait 19 534 habitants et une superficie de 72,79 km².

## Histoire
La commune de Wisch trouve ses origines dans la seigneurie médiévale de Wisch. À Terborg se trouve toujours le Château de Wisch, lieu d'habitation des seigneurs de Wisch. Entre 1812 et 1818, la commune de Wisch avait été dissoute et séparée en deux communes distinctes : Terborg et Varsseveld.
Le 1er janvier 2005, Wisch fusionne avec Gendringen pour former la nouvelle commune d'Oude IJsselstreek, qui puise son nom de sa situation sur le Vieil IJssel.